# Громадянська війна у Гвінеї-Бісау
Громадянська війна у Гвінеї-Бісау була розпочата зі спроби заколоту проти уряду Президента Жуана Бернарду Вієйри. Заколот був очолений бригадним генералом Ансумане Мане у червні 1998 року. Зіткнення між урядовими силами, що їх підтримували сусідні країни, та повстанцями врешті закінчилися мирною угодою у листопаді 1998 року. Було створено уряд національної єдності та призначено нові вибори на 1999 рік. Ще один короткий вибух насильства стався у травні 1999 року, який закінчився поваленням влади президента Вієйри.